# میکالیس هاتزگانیس
میکالیس هاتزگانیس (به انگلیسی: Michalis Hatzigiannis) (زاده ۵ نوامبر ۱۹۷۸) خواننده، ترانه‌سرا قبرسی است که نماینده قبرس در مسابقه آواز یوروویژن ۱۹۹۸ بود.